# Charlie Christensen
Charlie Christensen   (Bromma, 1958) és un autor de còmics suec instal·lat a Pamplona.
És conegut pel seu treball a la sèrie de còmic Arne Anka, que es publica a la revista del sindicat de l'acer de Suècia, una de les publicacions més llegides al país, Metallarbetaren, que actualment es diu Dagens Arbete.
Arne Anka és una sèrie satírica, on es critica la societat i l'actualitat. El personatge principal, Arne Anka és un ànec amb una clara inspiració disneyana. No debades, els treballs d'esta sèrie van ser signats amb el pseudònim Alexander Barks, una clara referència a Carl Barks, autor clàssic de còmics de l'Ànec Donald.
Altres treballs seus són Rode Orm, basada una obra clàssica sueca de temàtica vikinga, i Odilou, que parla sobre la revolució russa.